# SpongeBob SquarePants
SpongeBob SquarePants è un personaggio immaginario, protagonista dell'omonima serie animata. È una simpatica spugna di mare antropomorfa caratterizzata dal suo ottimismo e dalla sua allergia e spesso coinvolta in situazioni divertenti.Ideato dall'animatore e biologo marino Stephen Hillenburg nel 1999 SpongeBob è stato inserito al nono posto nella lista dei migliori personaggi animati stilata da TV Guide.
Nel film del 2020 SpongeBob - Amici in fuga, SpongeBob è diventato la mascotte di Nickelodeon Movies ed è presente nel loro logo di produzione.

## Caratterizzazione
SpongeBob è una spugna di mare gialla gentile, altruista, di buon cuore, leale, onesto, molto socievole, vivace, simpatico, inguaribilmente ottimista, esuberante e allegro, ma anche molto spericolato, infantile, ingenuo e facile da ingannare. Spesso si comporta in modo immaturo, ma quando vuole sa essere serio e deciso ed è molto determinato a raggiungere i suoi obiettivi o impressionare gli altri. A volte, nonostante le sue buone intenzioni, causa accidentalmente problemi agli altri, soprattutto a Squiddi. Nonostante la sua natura ottimista può arrabbiarsi facilmente, diventando scortese ai suoi amici. Indossa sempre dei pantaloni marroni quadrati (da lì il cognome "SquarePants"), delle calze bianche a strisce rosse e blu e in più una corta camicia bianca con una cravatta rossa.
Vive a Bikini Bottom, una piccola e ridente cittadina sotto l'Oceano Pacifico, popolata da pesci, crostacei ed animali marini di ogni tipo. La sua casa è costituita da un ananas situato al numero 124 di Via Conchiglia, o Via delle Conchiglie (In inglese Conch Street). La sua casa è veramente un ananas, come rivelato in Memorie dal freezer. È stato naturalmente arredato ed ha tante stanze. SpongeBob vive in compagnia di Gary, la fida lumachina di mare che miagola come un gatto. 
I suoi vicini di casa sono Patrick, il suo migliore amico, che vive sotto una cupola di roccia con una tartaruga di nome Tony, e Squiddi Tentacolo, che mal sopporta la contagiosa e demenziale spensieratezza dei due e quindi fa di tutto per evitarli o non incontrarli, sebbene con SpongeBob condivida anche il luogo di lavoro, cioè il Krusty Krab.
Sin da piccolo, il suo più grande sogno era lavorare come cuoco al Krusty Krab, il più famoso fast food della città rinomato per i suoi panini, i Krabby Patty, cosa che riesce a realizzare nel primo episodio. Quando si tratta di lavorare, SpongeBob ha una cura maniacale per l'ordine e la pulizia. Nel primo film si apprende che SpongeBob ha vinto per 374 volte il premio "impiegato del mese" (che in mesi equivale a circa 31 anni di lavoro).
Il suo hobby preferito è la caccia alle meduse, che condivide con Patrick; con la stella marina condivide anche la passione per le bolle di sapone e quella per i supereroi Waterman e Supervista. A SpongeBob poi piace allenarsi nel karate con la sua amica scoiattolina Sandy. In quanto spugna, SpongeBob riesce ad assorbire diversi liquidi, resistere a colpi potenti o rigenerare i suoi arti, caratteristiche che sfrutta non di rado per tirarsi fuori dagli impicci, è capace di cambiare forma modellando il suo corpo spugnoso ed è molto bravo a imitare gli altri personaggi.
Nonostante abbia sostenuto numerosi esami, non è mai riuscito a prendere la patente di guida: a causa di questo, SpongeBob è letteralmente l’incubo della signora Puff, il pesce palla titolare dell'omonima scuola guida, che, anche se rassegnata ad averlo per sempre nelle sue lezioni, addirittura escogita piani per non fare più tornare il suo alunno più ripetente.
Nonostante venga presentato come un pessimo guidatore, ironicamente nel corso della serie lo si è visto pilotare mezzi molto più complessi di una barca-mobile con abilità straordinaria. In alcuni episodi viene anche rivelato come la sua guida disastrosa sia dovuta all'eccessiva emotività della spugna davanti al volante. Nonostante sia riuscito in alcune occasioni a superare questa debolezza, SpongeBob finisce puntualmente per ricaderci, senza quindi riuscire a prendere la tanto agoniata patente di guida. 
Il suo orientamento sessuale è stato a lungo dibattuto: il creatore Stephen Hillenburg nel 2005 l'ha definito asessuale, così come quello di Patrick Stella, mentre il suo doppiatore originale Tom Kenny nel 2024 ha rivelato che il personaggio è autistico dopo aver risposto ad una domanda di un fan in una convention.

## Concezione e sviluppo
Fu creato e disegnato dal vignettista e biologo marino Stephen Hillenburg (1961-2018) subito dopo la cancellazione de La vita moderna di Rocko nel 1996. Hillenburg aveva intenzione di creare una serie su una spugna super-ottimista che infastidisse gli altri personaggi. Il nome "SpongeBob" deriva da "Bob the Sponge", personaggio della vignetta The Intertidal Zone che disegnò negli anni ottanta mentre insegnava biologia marina ai visitatori dell'Ocean Institute dopo averlo cambiato da SpongeBoy a causa di problemi di marchio.
Il primo schizzo concettuale ritraeva il personaggio che indossava un cappello rosso con una base verde e una camicia bianca da lavoro con una cravatta, l'aspetto cambiò gradualmente finché nello schizzo finale comparirono i pantaloni marroni attuali. Originariamente, il personaggio doveva chiamarsi SpongeBoy (e la serie SpongeBoy Ahoy! ), ma questo nome era già in uso per un altro prodotto e ciò fu scoperto dopo che venne registrato il doppiaggio per l'episodio pilota originale di sette minuti. Nel 1997, Hillenburg decise di usare il nome "SpongeBob" con "SquarePants" come cognome, con quest'ultimo che si riferisce alla forma quadrata del personaggio.

### Doppiatori e attori
La voce originale di SpongeBob è del doppiatore Tom Kenny, mentre il doppiatore italiano del personaggio è Claudio Moneta.
Nel doppiaggio italiano dell'episodio Fuga da Bikini Bottom, quando SpongeBob perde la memoria viene doppiato da Enzo Iacchetti; nelle repliche successive l'intera puntata è stata ridoppiata da Moneta. Nella prima messa in onda dell'episodio speciale Memorie dal freezer il personaggio aveva inizialmente la voce di Giorgio Bonino, ma successivamente l'episodio è stato ridoppiato da Moneta.
Nel musical di Broadway del 2018 SpongeBob SquarePants, SpongeBob è interpretato da Ethan Slater.
Nel film SpongeBob - Amici in fuga  SpongeBob da bambino è stato doppiato da Alberto Vannini.

## Accoglienza
SpongeBob SquarePants, è diventato un personaggio incredibilmente popolare sia tra i bambini che tra gli adulti. Nel giugno 2010, Entertainment Weekly lo ha nominato uno dei "100 migliori personaggi degli ultimi 20 anni". TV Guide ha elencato SpongeBob SquarePants al numero nove nella lista dei "50 migliori personaggi dei cartoni animati di tutti i tempi".

### Influenza culturale
Nel luglio 2009, il museo delle cere Madame Tussauds di New York ha svelato una scultura in cera di SpongeBob, il primo personaggio immaginario ad essere rappresentato lì. Nel maggio 2011, sulla rivista Mycologia,  una nuova specie di fungo è stata battezzata Spongiforma squarepantsii, che prende il nome da SpongeBob.
A seguito della rivoluzione egiziana del 2011, SpongeBob è diventato un fenomeno di moda, apparendo su vari articoli di merchandising, dall'hijab ai boxer.